# Liste des évêques et archevêques de Reggio de Calabre
Cette liste recense les évêques et archevêques de Reggio de Calabre devenu depuis 1986, archidiocèse de Reggio de Calabre-Bova.

## Évêques de Reggio de Calabre
- IVe siècle  St.  Étienne de  Nicée
- - 590 Lucius
- 590–603 Boniface
- 604–646 Cristophore
- 646 – Jean Ier
- 679 – Jean II
- Cirillo
- 787 – Costantino
- 800–820 Ipazio
- 821–840 Jean III
- 869–879 Léon
- 901 – Jean IV
- 902–916 St.  Eusèbe Ier
- 916–924 Étienne Ier
- 924–940 Léon
- 940–959 Doroteo
- 959–980 Teofilatto
- 982–1000 Eusèbe II

## Archevêques de Reggio de Calabre
- 1001–1013 Nicomède
- 1013–1030 Leone Grammatico
- 1030–1044 Nicolas
- 1044–1052 Étienne II
- 1052–1059 Jean V
- 1059–1078 Basile
- 1078–1082 Arnolphe
- 1082–1089 Guillaume Ier
- 1090–1111 Rangerio
- 1111–1118 St. Henri
- 1118–1122 Rodolfo
- 1122–1124 Bernardo
- 1124–1146 Guillaume II
- 1146–1170 Roger
- 1170–1182 Tommaso
- 1182–1194 Giraldo Ieromonaco
- 1194–1199 Giacomo di Reggio
- 1217–1234 Landone
- 1234–1251 R. Rainaldo
- 1252–1259 Vernacio
- 1259–1277 Giacomo
- 1279–1296 Gentile
- 1296–1302 Pietro, O.F.M.
- 1302–1316 Tommaso Ruffo
- 1316–1320 Guglielmo Logoteta
- 1321–1328 Pietro Osa
- 1328–1354 Pietro de Galganis
- 1354–1364 Filippo Castigiol Morelli
- 1364–1371 Carlo de Comite Urso
- 1372–1381 Tommaso della Porta
- 1381–1404 Giordano Ruffo
- 1404–1420 Pietro Filomarini
- 1421–1426 Bartolomeo Gattola
- 1426–1429 Gaspare Colonna
- 1429–1437 Paolo di Segni
- 1440–1149 Guglielmo Logoteta
- 1449–1453 Angelo de Grassis
- 1453–1490 Matteo Ricci
- 1491–1495 Marco Miroldi
- 1497–1506 Pietro Isvales
- 1506–1512 Francesco Isvales
- 1512–1520 Roberto Latino Orsini
- 1520 – Agostino Trivulzio (administrateur apostolique)
- 1520–1523 Pietro Trivulzio (administrateur apostolique)
- 1523–1529 Agostino Trivulzio
- 1529–1535 Girolamo Centelles
- 1535–1537 Agostino Trivulzio
- 1537–1557 Agostino Gonzaga
- 1560–1592 Gaspare Ricciullo Del Fosso
- 1593–1638 Annibale D'Afflitto
- 1644–1658 Gaspare de Creales Arce
- 1660–1674 Matteo di Gennaro
- 1675–1695 Martino Ybanes y Villanueva
- 1696–1726 Giovan Andrea Monreale
- 1727–1753 Damiano Polou
- 1757–1760 Domenico Zicari
- 1761–1766 Matteo Testa Piccolomini
- 1767–1792 Alberto Maria Capobianco
- 1797–1814 Bemardo Maria Cenicela
- 1818–1826 Alessandro Tommasi
- 1828–1829 Emmanuele Bellorado
- 1829–1835 Ciampa Leone
- 1836–1855 Pietro di Benedetto
- 1855–1871 Mariano Ricciardi
- 1871 – Francesco Saverio Basile
- 1872–1888 Francesco Converti
- 1888–1908 Gennaro Portanova
- 1909–1926 Rinaldo Camillo Rousset, O.C.D.
- 1927–1937 Carmelo Pujia
- 1938–1943 Enrico Montalbetti
- 1943–1950 Antonio Lanza
- 1950–1977 Giovanni Ferro, C.R.S.
- 1977–1986 Aurelio Sorrentino

## Archevêques de Reggio de Calabre-Bova
- 1986–1990 Aurelio Sorrentino
- 1990–2013 Vittorio Luigi Mondello
- 2013-2021 Giuseppe Fiorini Morosini
- 2021-.... Fortunato Morrone